# Клоуновидные
Клоуновидные (лат. Antennarioidei) — подотряд лучепёрых рыб отряда удильщикообразных, или морских чертей (Lophiiformes). Включает 4 семейства.

## Описание

### Внешний вид
У клоуновидных в первом спинном плавнике не большее 3-х колючих лучей. Ещё их отличают от удильщиковых форма тела и особенности строения скелета.

## Семейства
- Брахионихтиевые (Brachionichthyidae)
- Клоуновые (Antennariidae)
- Лофихтиевые (Lophichthyidae)
- Тетрабрахиевые (Tetrabrachiidae)